# Elluminate
Elluminate, Inc. är ett privatägt multinationella mjukvaruföretag med huvudkontor i Calgary, Kanada och Fort Lauderdale, Florida, USA. Bolaget tillhandahåller tekniklösningar för videokonferenser, webbmöten och e-lärande för akademiska kunder och näringslivet. 
Elluminate grundades 2000 av VD Nashir Samanani och CTO Mike Mabey. 
Produkterna möjliggör integration med lärplattformar, så att inloggningsuppgifter kan delas mellan systemen, och e-möten kan ingå i en kursmiljö i form av SCORM-moduler. Produkterna är skrivna i Java och finns för plattformarna Apple Mac, MS Windows, Novell Linux Desktop och Red Hat Linux. 